# Prospalta praesecta
Prospalta praesecta là một loài bướm đêm trong họ Noctuidae.